# Trachylepis tessellata
Trachylepis tessellata (мозаїчна мабуя) — вид сцинкоподібних ящірок родини сцинкових (Scincidae). Мешкає на Аравійському півострові.

## Поширення і екологія
Мозаїчні мабуї мешкають в Ємені, Омані і Об'єднаних Арабських Еміратах. Вони живуть у ваді і оазах, трапляються серед скель і валунів.